# Urszula Dudziak
Urszula Bogumiła Dudziak-Urbaniak (ur. 22 października 1943 w Straconce (obecnie dzielnica Bielska-Białej)) – polska piosenkarka jazzowa, kompozytorka i autorka tekstów, pisarka, od 2017 również youtuberka.
Nagrała ponad 50 albumów studyjnych. Współpracowała z artystami, takimi jak Pectus, Voo Voo, Ryszard Rynkowski, Reni Jusis, Bobby McFerrin, Sting czy Flora Purim.

## Rodzina
Urodziła się we wsi Straconka, która od 1973 jest dzielnicą Bielska-Białej. Jej starszy brat Leszek Dudziak był perkusistą jazzowym, znanym ze współpracy z Krzysztofem Komedą. Ma też młodszą o sześć lat siostrę Danutę. Mając dwa lata, przeniosła się z rodzicami do Gubina. Mieszkała również w Nowej Soli, Zielonej Górze i Warszawie.

## Kariera muzyczna

### Początki
W dzieciństwie uczyła się gry na akordeonie i pianinie. Należała do harcerstwa, śpiewała piosenki patriotyczne, ludowe i czardasze oraz sięgała po repertuar artystek popowych, takich jak Maria Koterbska, Sława Przybylska, Hanna Rek i Ludmiła Jakubczak. W wieku 14 lat usłyszała w radiu utwór Elli Fitzgerald, dzięki której zainteresowała się jazzem. Śpiewała także z amatorskimi zespołami z Zielonej Góry. Występowała i nagrywała z orkiestrą Edwarda Czernego.
W 1958 przystąpiła do zespołu Krzysztofa Komedy, z którym wystąpiła po raz pierwszy w Klubie Hybrydy i nagrała piosenkę „Nie jest źle”.

### Lata 60. XX wieku
Nagrywała też pierwsze piosenki dla Polskiego Radia, w tym np. utwór „Pójdę wszędzie z tobą”. W tym okresie przez jakiś czas występowała pod pseudonimami „Urszula May” i „Dorota Cedro”. W 1963 Agnieszka Osiecka i Jan Ptaszyn Wróblewski napisali dla niej piosenkę „Ulice wielkich miast”. Kompozycja znalazła się na albumie Osieckiej pt. Pięć oceanów. W czerwcu 1963 za wykonanie piosenek „Nie jest źle” i „Ulice wielkich miast” otrzymała wyróżnienie na 1. Krajowym Festiwalu Piosenki Polskiej w Opolu.
Od 1964 współpracowała z Michałem Urbaniakiem, z którym w 1967 wzięła ślub. W latach 1969–1972 brała udział w Międzynarodowym Festiwalu Jazzowym Jazz Jamboree w Warszawie.

### Lata 70. XX wieku
W 1971 zafascynowała się muzyką wykorzystującą elektroniczne przetworniki głosu. Wówczas podjęła decyzję o śpiewaniu bez zwracania uwagi na tekst, lecz wyłącznie na dźwięki. Sama użyła po raz pierwszy takiej techniki przy nagrywaniu swojej debiutanckiej płyty długogrającej pt. Newborn Light (wydanej w 1972 w Szwajcarii i 1974 w Stanach Zjednoczonych), zrealizowanej w duecie z Adamem Makowiczem. Album ten dostał 5/5 gwiazdek od prestiżowego amerykańskiego magazynu DownBeat. W 1973 ukazał się w Niemczech album Michała Urbaniaka, Urszuli Dudziak, Tomasza Stańki i Attili Zollera pt. We’ll Remember Komeda. W 1976 ten sam album ukazał się w USA pod tytułem Tribute to Komeda.

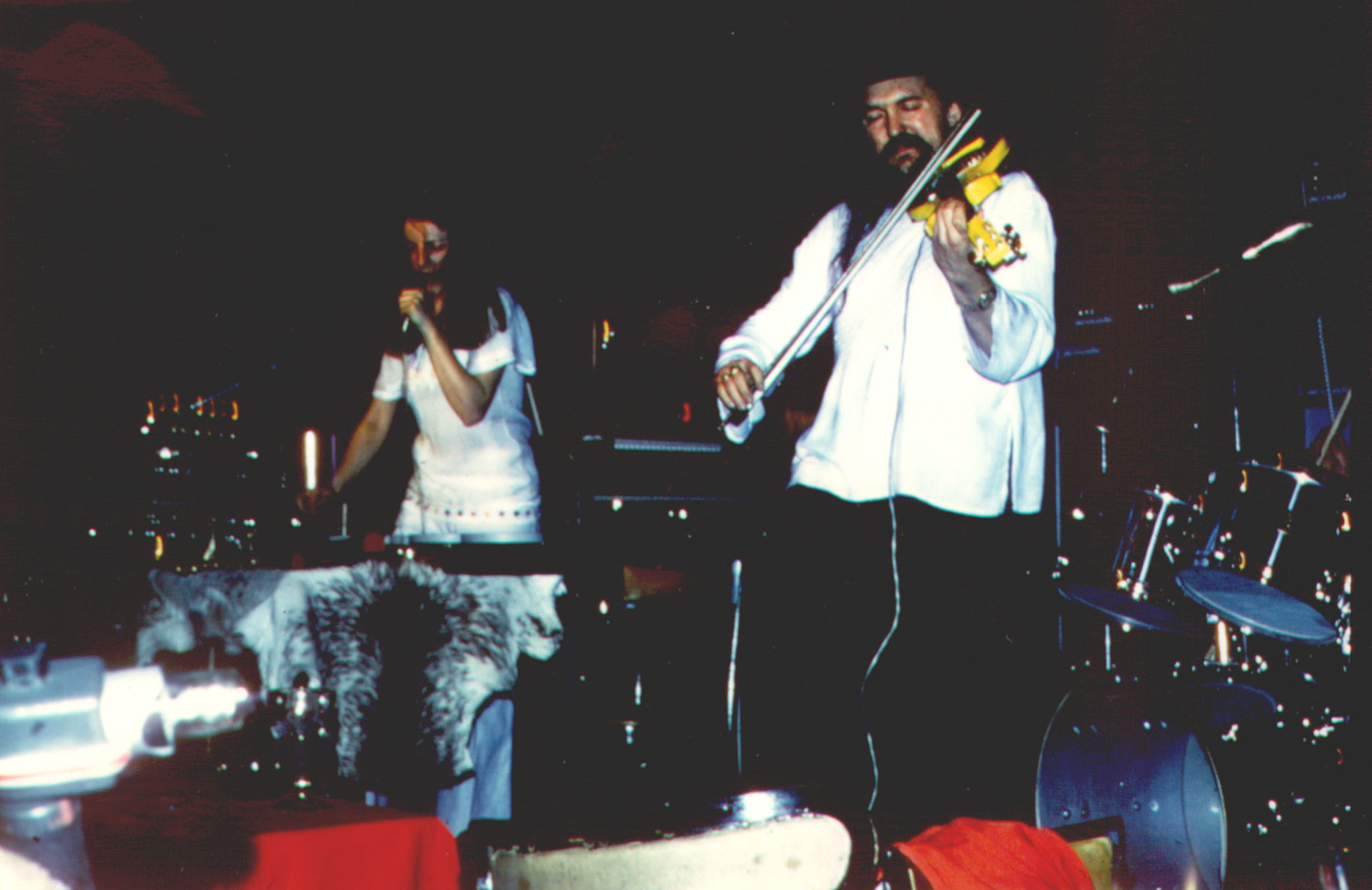
Dudziak i Michał Urbaniak występujący w Nowym Jorku (1974)

W 1973 wraz z mężem wyjechała do Stanów Zjednoczonych do Manhattanu. Uczestniczyła tam w przedsięwzięciach artystycznych Michała Urbaniaka. Występowała wtedy jako One Woman Show; śpiewała m.in. na Newport Jazz Festival, czy w Carnegie Hall. W 1975 wydała trzeci i zarazem swój pierwszy autorski album, zatytułowany po prostu Urszula. Ukazał się w 1975 w Stanach Zjednoczonych, Japonii, Brazylii i Meksyku, a w 1976 – w Wenezueli i we Włoszech. Na rynku europejskim album pojawił się dopiero w 2011. Oprócz utworu „Just the Way You Are” na krążku nie znalazł się żaden tekst, jedynie przetworniki głosu. Płyta znalazła się w liście 1000 najpopularniejszych albumów z 1975 według serwisu Rate Your Music. Z tego też albumu pochodzi najpopularniejszy utwór Dudziak, „Papaya”. W 1976 piosenka została wykorzystana w czołówce brazylijskiej telenoweli Anjo Mau emitowanej na antenie TV Globo.
W 1977 wydała drugi autorski album pt. Midnight Rain, poza tym wzięła udział w nagraniach materiału na płyty Michała Urbaniaka: Michal Urbaniak’s Fusion – Smiles Ahead (1977) i Heritage (1978). W 1979 wydała album pt. Future Talk, który zawierał muzykę jazz-rockową i free-jazzową. W tym samym roku popularny magazyn „Los Angeles Times” mianował Dudziak piosenkarką roku.

### Lata 80. i 90. XX wieku
W 1981 została członkinią międzynarodowego zespołu Vocal Summit (w składzie: Dudziak, Bobby McFerrin, Janne Lee, Jay Clayton oraz Lauren Newton). Wraz z Jerzym Kosińskim przygotowała autobiograficzny program muzyczny Future Talk (promujący album Future Talk), z którym koncertowała po większości krajów Europy oraz spektakl The Nature Is Leaving Us. W latach 80. nagrała kolejne osiem albumów muzycznych: Magic Lady (In and Out) (1980), Solo's, Duo's And Trio's (1982), Sorrow Is Not Forever-Love Is: Vocal Summit (jako zespół Vocal Summit) (1982), Ulla (1982), Sorrow Is Not Forever...But Love Is (1983), Percussion Summit (1984), High Horse (1984) oraz Serenata (1989). Najpopularniejszymi z nich okazały się Ulla oraz Sorrow Is Not Forever-Love Is: Vocal Summit.
Do 1985 współpracowała m.in. z orkiestrą Gila Evansa, zespołem Archiego Sheppa, Chico Freemanem, Florą Purim, czy Vienna Art Orchestra. W 1985 po 13-letniej nieobecności wróciła do Polski i wystąpiła w duecie z Bobbym McFerrinem na festiwalu Jazz Jamboree w Warszawie. Po powrocie do Polski podjęła współpracę z Grażyną Auguścik, z którą koncertuje w Polsce i Stanach Zjednoczonych. Także w 1985 wzięła rozwód z Michałem Urbaniakiem. Jak sama komentuje: została „wokalistką jazzową z Polski, z dwojgiem małych dzieci, bez pieniędzy”. Po rozstaniu w 1986 przez pół roku pracowała w nowojorskiej firmie sprzedającej wzmacniacze do gitar elektrycznych marki SovTech. Ponadto dorabiała na życie, pracując jako akwizytorka firmy MCI Inc. i kelnerka w firmie cateringowej.
W latach 90. śpiewała w zespole Walk Away, z którym koncertowała po kraju i wystąpiła m.in. na Jazz Jamboree w 1992. Kontynuowała też karierę solową i koncertowała po Europie z programem „Future Talk”. W 1991 przez Telewizję Polską zrealizowany został film biograficzny o Urszuli Dudziak pt. Ursula’s Story. Reżyserką została Danuta Beata Postnikoff.

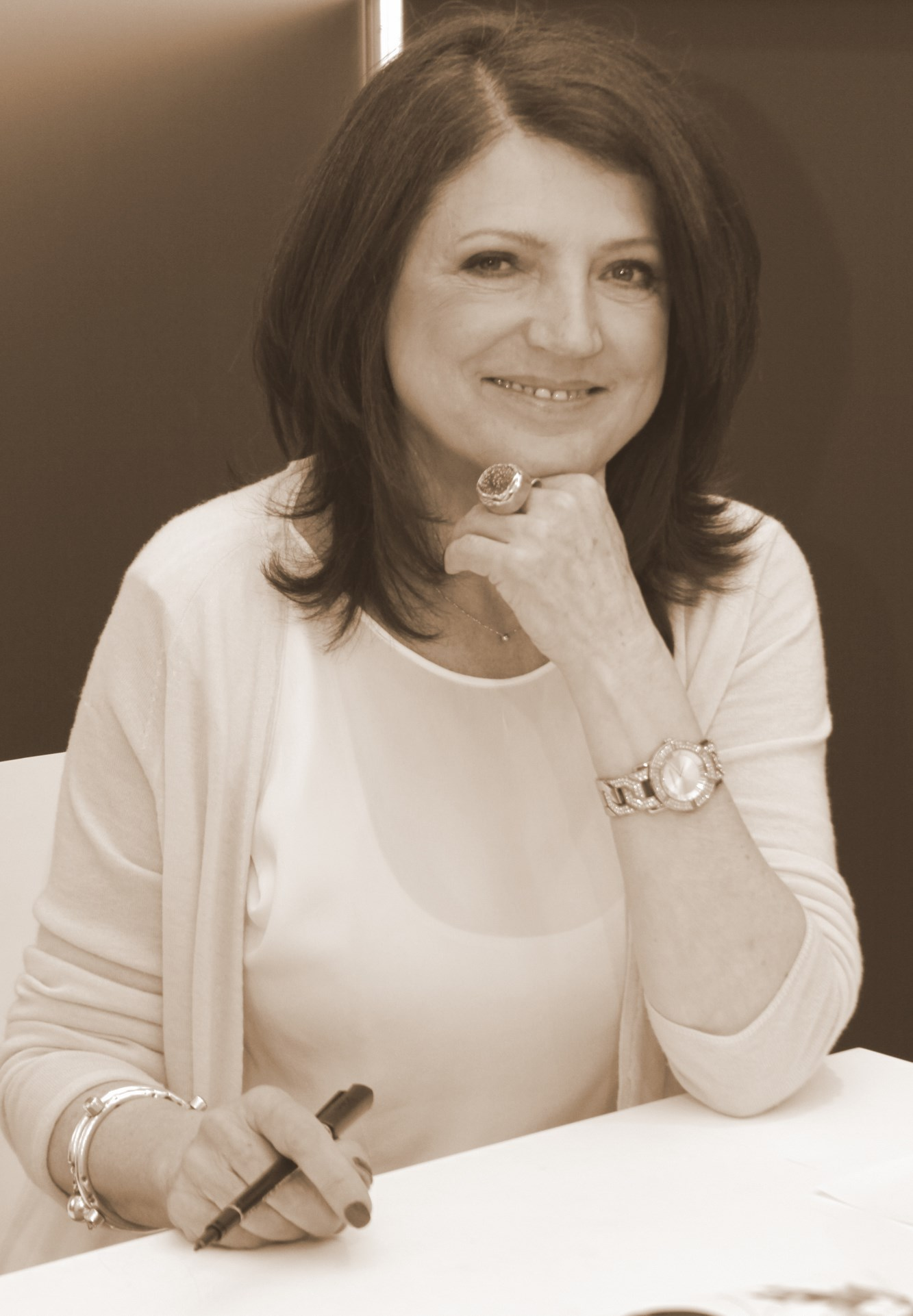
Dudziak (2012)

### XXI wiek
W 2005 została uhonorowana Brązowym Medalem „Zasłużony Kulturze Gloria Artis”. W 2007 jej singiel „Papaya” z 1976 stał się hitem na Filipinach, w Azji i Ameryce Południowej. Do utworu dodano charakterystyczny taniec „Papaya Dance”, który został wykorzystany w filipińskim teleturnieju Game Ka Na Ba? emitowanym na kanale ABS-CBN. Utwór na nowo odkrył prezenter radiowy z Filipin. W 2008 o sukcesie „Papai” i tańca „Papaya Dance” informowała amerykańska stacja telewizyjna ABC w programie Good Morning America. „Papayę” tańczyła m.in. armia filipińska podczas przerwy w musztrze, a sam singiel sprzedał się ponad 300 tys. razy w Meksyku.
W 2007 otrzymała Odznakę Honorową za Zasługi dla Województwa Lubuskiego oraz Perłę Honorową Polskiej Gospodarki w kategorii „kultura”. W 2008 odebrała nagrodę TVP Polonia na 45. KFPP w Opolu. W 2009 została uhonorowana Krzyżem Kawalerskim Orderu Odrodzenia Polski.

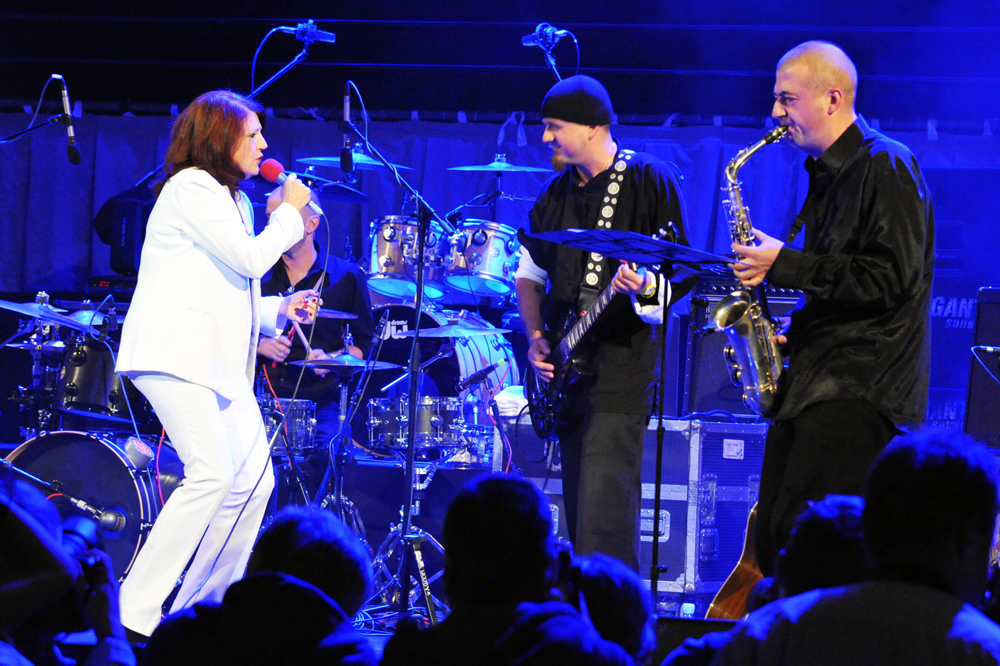
Dudziak na Warszawskim Festiwalu „Skrzyżowanie Kultur” (2011)

W 2010 znalazła się na trzecim miejscu w plebiscycie 50 najlepszych wokalistek sporządzonym przez miesięcznik „Machina”. W 2011, jako mentorka chóru z Zielonej Góry, zajęła drugie miejsce w finale pierwszej edycji Bitwy na głosy. W 2012 ukazała się autobiografia Dudziak pt. Wyśpiewam Wam wszystko. 17 sierpnia 2013 wystąpiła z zespołem na koncercie McFerrin+ w ramach projektu Solidarity of Arts. Wystąpiła w duecie z gospodarzem, Bobby McFerrinem. Tego dnia nastąpiło odsłonięcie odcisku jej dłoni w Alei Gwiazd w Gdańsku. Uczestniczyła również w poprzedniej edycji festiwalu – Stańko+, śpiewając utwór Krzysztofa Komedy Kołysanka Rosemary.
W 2014 wydała singiel „Pójdę wszędzie z Tobą”, który nagrała ze swoją córką, Miką Urbaniak. Do utworu nakręciła teledysk. Z piosenką dotarła do 30. miejsca na Liście przebojów Programu Trzeciego.

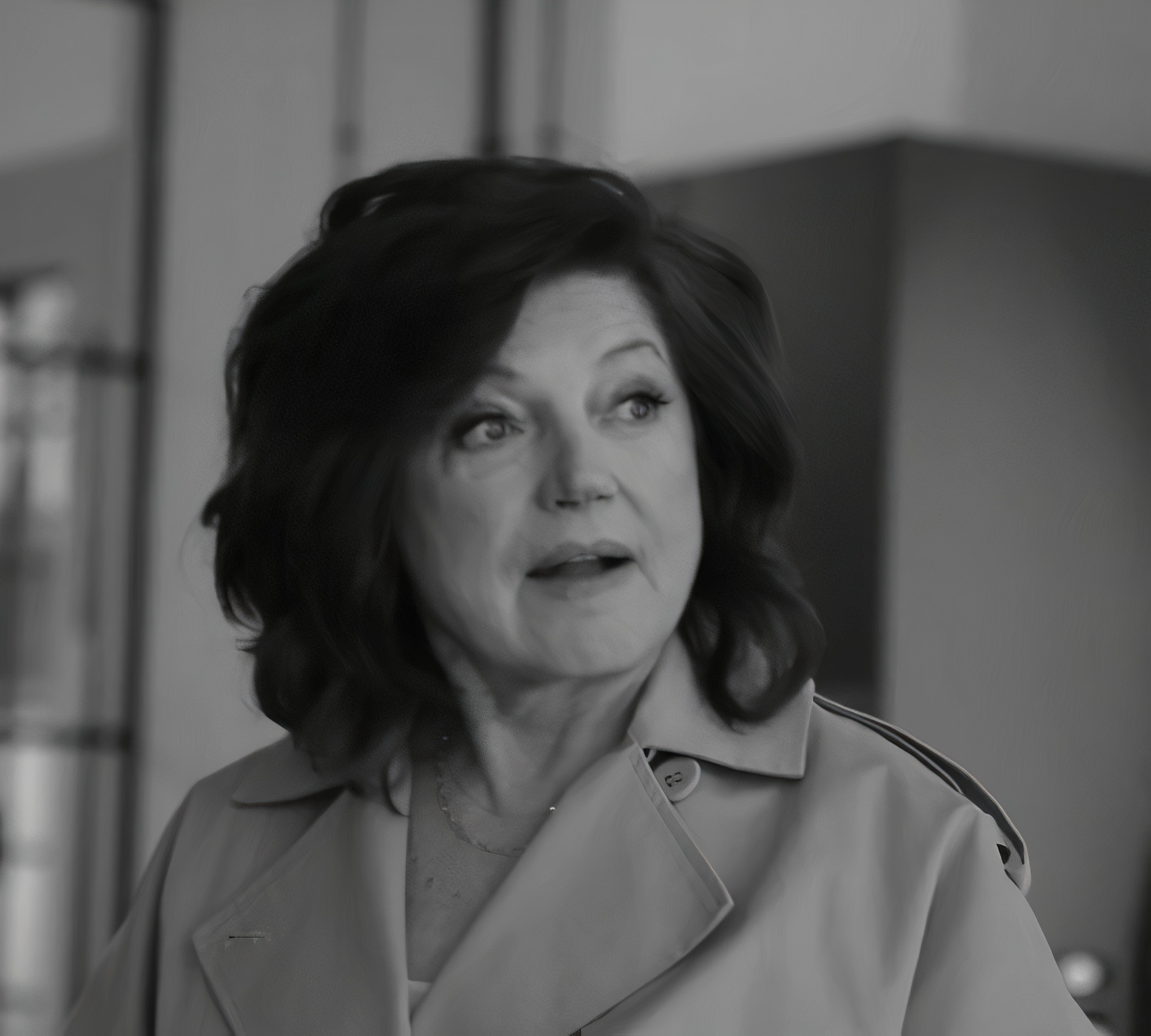
Dudziak (2021)

W 2017 odebrała Fryderyka za całokształt twórczości w kategorii muzyka jazzowa. W 2018 ukazała się druga autobiografia Dudziak pt. „Wyśpiewam wam więcej”, będąca uzupełnieniem książki z 2012.
W 2019 była trenerką w pierwszej edycji The Voice Senior i zagrała gościnnie w filmie Jak zostać gwiazdą. W maju 2020, w trakcie trwania pandemii COVID-19 wzięła udział w akcji #hot16challenge2, promującej zbiórkę funduszy na rzecz personelu medycznego. Jesienią tego samego roku była trenerką w 11. edycji The Voice of Poland.

## Życie prywatne

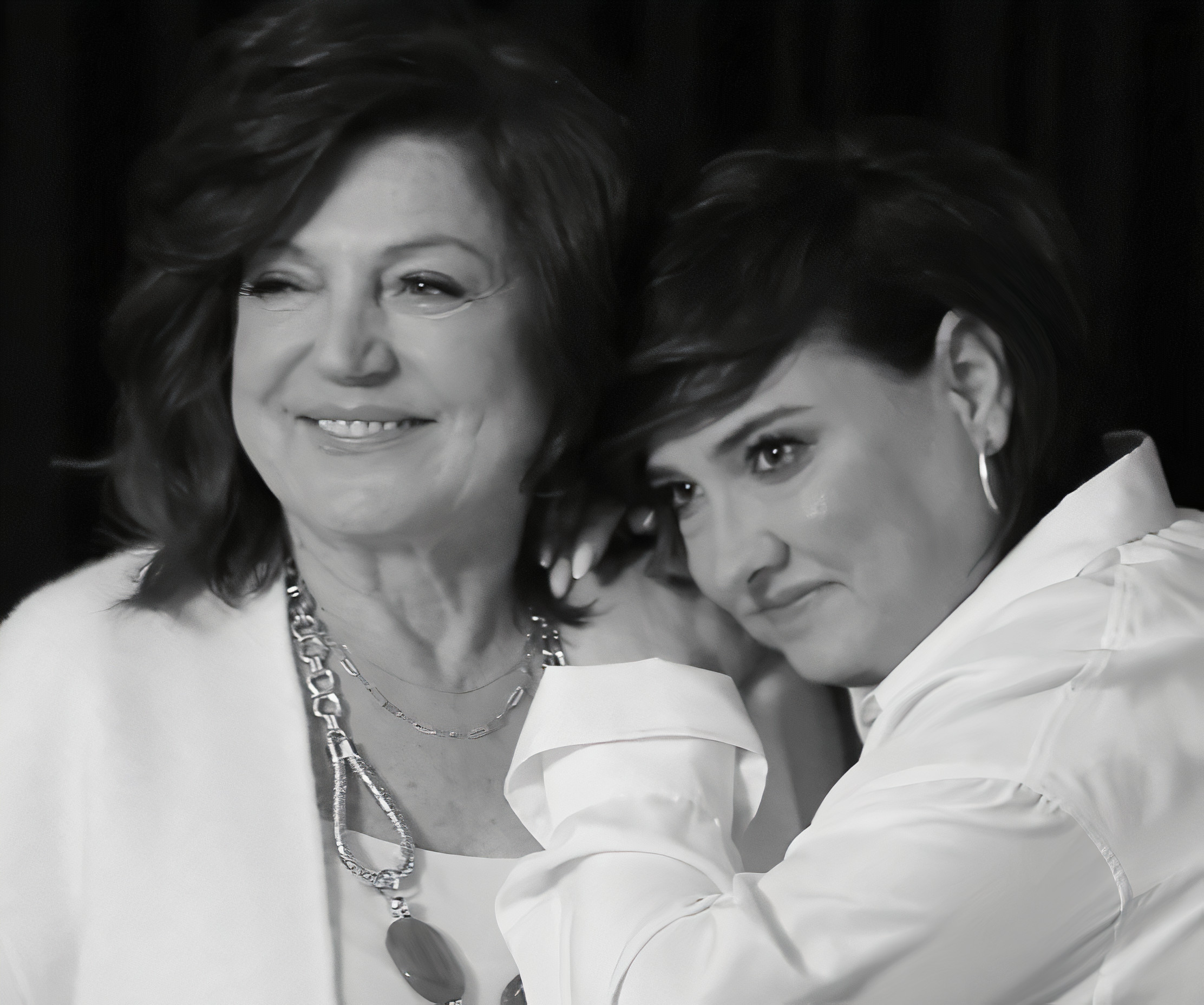
Dudziak z córką, Miką Urbaniak (2021)

W grudniu 1967 wyszła za muzyka jazzowego Michała Urbaniaka, z którym ma dwie córki: Katarzynę (studiowała w Nowym Jorku nauki humanistyczne) i Mikę (piosenkarkę). Urbaniak po ok. 20 latach małżeństwa, we wrześniu 1985, zostawił żonę dla aktorki Liliany Komorowskiej. Po rozstaniu z mężem przez chwilę pracowała w budce na Greenpoint by zarobić na utrzymanie siebie i dzieci. Później przez pół roku pracowała w hurtowni wzmacniaczy gitarowych. Przez cztery lata była związana z pisarzem Jerzym Kosińskim (zm. 1991), któremu dedykowała album pt. Malowany ptak. W 1993 wyszła za kapitana żeglugi Benghta Dahllofa, z którym się rozwiodła. Od 2013 jest związana z Bogdanem Tłomińskim, kapitanem żeglugi wielkiej.

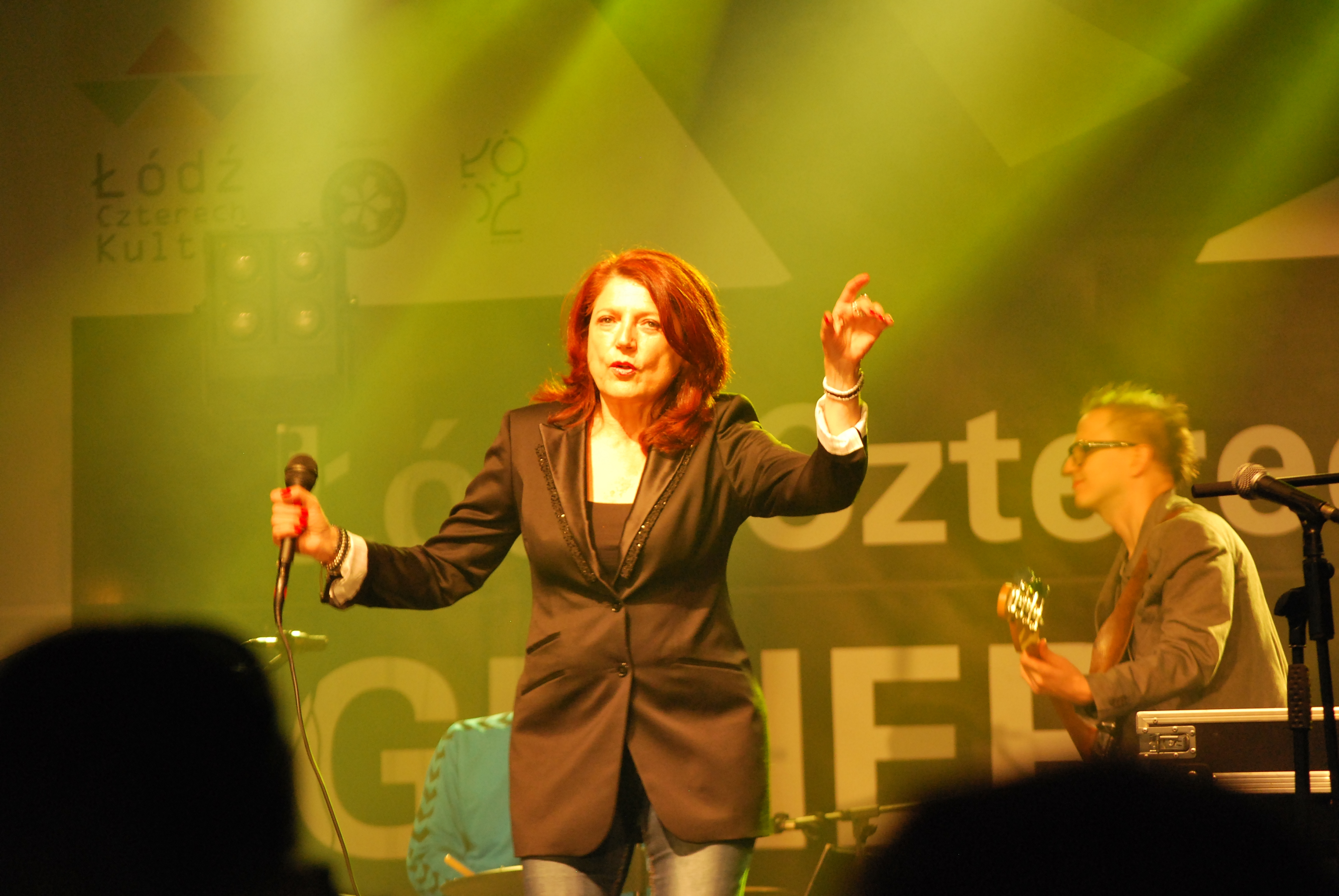
Dudziak na Festiwalu „Łódź Czterech Kultur” (2012)

W 2008 zdiagnozowano u niej złośliwego raka piersi. Przeszła mastektomię, wskutek której usunięto jej lewą pierś. Nie miała nawrotów choroby.
Ma domy m.in. w Nowym Jorku (na Manhattanie), Szwecji i Warszawie.
Oprócz polskiego, ma również obywatelstwo amerykańskie. 
Wraz z Bogdanem Tłomińskim mieszka w małej wsi, blisko Podlasia. Posiadają tam dom z bali.

## Styl muzyczny i wizerunek

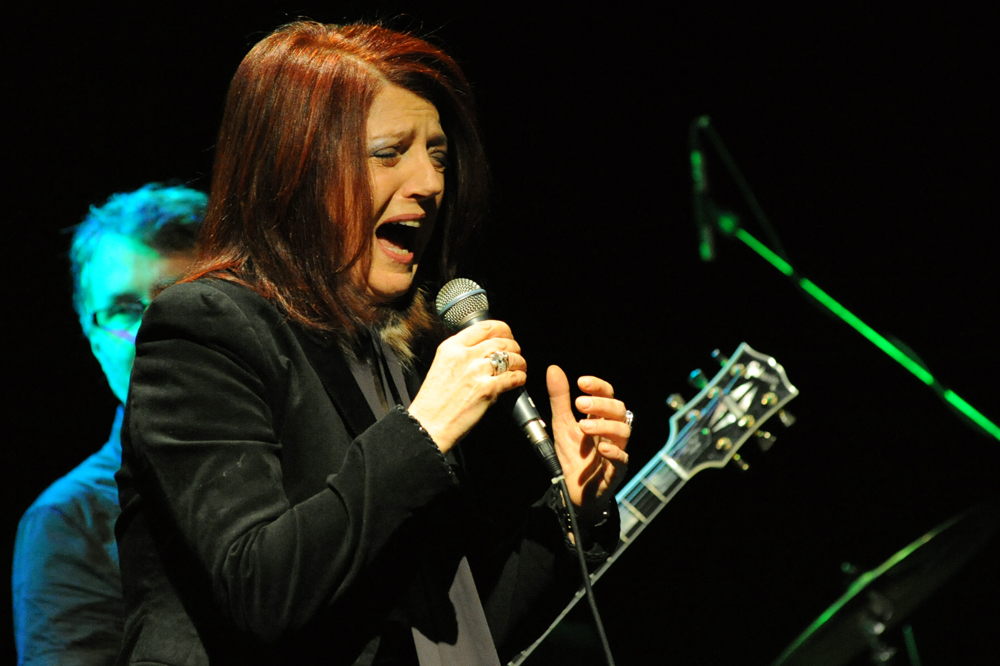
Dudziak (2010)

W twórczości Urszuli Dudziak przeważa muzyka jazzowa. Dysponuje szeroką skalą głosu. Od 1971 śpiewa w większości wykorzystując elektroniczne przetworniki głosu.
Wielokrotnie była opisywana jako kobieta żywiołowa i energetyczna; posiadająca dużo optymizmu i radości.

## Dyskografia

### Albumy studyjne
- Urbaniak’s Orchestra – Urbaniak’s Orchestra (1968, Atlas Records)[66]
- Michał Urbaniak, Tomasz Stańko, Attila Zoller, Urszula Dudziak – We’ll Remember Komeda (1973, MPS Records)[67]
- Michał Urbaniak Constellation – In Concert (1973, Polskie Nagrania Muza)[68]
- Urszula Dudziak – Newborn Light (1974, Columbia Records)[69]
- Urszula Dudziak – Urszula (1975, Arista Records)[70]
- Urszula Dudziak – Midnight Rain (1977, Arista Records)[71]
- Michal Urbaniak’s Fusion Feat. Urszula Dudziak – Heritage (1978, MPS Records)[72]
- Urszula Dudziak – Future Talk (1979, Inner City Records)[73]
- Urszula Dudziak – Ulla (1982, Pop Eye)[74]
- Lauren Newton, Urszula Dudziak, Jeanne Lee, Jay Clayton, Bobby McFerrin – Sorrow Is Not Forever-Love Is Vocal Summit (1983, Moers Music)[75]
- Urszula Dudziak – Sorrow Is Not Forever... But Love Is (1983, Keytone)[76]
- Urszula Dudziak & Walk Away – Magic Lady (1989, Polskie Nagrania Muza)[77]
- Walkaway With Urszula Dudziak – Live At Warsaw Jazz Festival 1991 (1993, Jazzmen)[78]
- Urszula Dudziak & Grażyna Auguścik – Kolędy (1996, Voice Magic Records)[79]
- Urszula Dudziak – Malowany ptak (1997, Polonia Records)[80]
- Grażyna Auguścik & Urszula Dudziak – To I Hola (2000, Selles Records)[81]
- Michał Urbaniak, Urszula Dudziak, Mika Urbaniak – Życie Pisane Na Orkiestrę (2001, UBX Records)[82]
- Urszula Dudziak – Forever Green / Zawsze Zielona (2008, Green Town Of Jazz)[83]
- Urszula Dudziak – Super Band Live At Jazz Cafe Live (2009, EMI)[84] – złota płyta[85]
- Agnieszka Szczepaniak Feat. Justyna Steczkowska & Urszula Dudziak – aleSZOPKA (2011, Polskie Radio)[86]
- Michał Urbaniak, Urszula Dudziak – Smiles Ahead (2012, UBX Records)[87]
- Urszula Dudziak – Wszystko Gra (2013, Kayax)[88]
- Kuba Badach, Urszula Dudziak, Anna Maria Jopek, Sebastian Karpiel-Bułecka, Anita Lipnicka, Dorota Miśkiewicz, Leszek Możdżer, Marek Napiórkowski, Andrzej Sikorowski, Stanisław Soyka, Tomasz Stańko, Grzegorz Turnau, Aga Zaryan – Uwaga, uwaga (2013, Universal Music Polska & PAH)[89]
- Urszula Dudziak, Grażyna Auguścik – Kolędy (2016, MTJ)[90]

### Minialbumy
- Fryderyka Elkana, Urszula Dudziak – Koci Twist (1964, Pronit)[91]
- Urszula Dudziak – Ulla-La (2002, PE!Music)[92]

### Single
- 1967: „One Note Samba” / „Russian Twist” (oraz Orkiestra Michała Urbaniaka; Atlas Records)[93]
- 1975: „Papaya” (Arista, EMI, Pop Eye)[94]
- 1975: „Sno King” (Arista)[95]
- 1976: „Tico Tico” (Arista)[96]
- 1978: „And Life Goes On...” (Arista)[97]
- 2002: „Tico Tico” / „And Life Goes On...” (Pomaton EMI)[97]
- 1989: „She Wants to Be Free (Live)”[98]
- 2008: „Papaya (Uniting Nations Radio Edit)”[98]
- 2009: „Papaya (Live)” (Warner Music Poland)[99]
- 2009: „Sparrows (Radio Edit)” (Warner Music Poland)[100]
- 2014: „Pójdę wszędzie z Tobą” (oraz Mika Urbaniak)[50]

## Filmografia
- 1980 – Papaya, czyli Skąd się biorą dziewczynki – bohaterka filmu, muzyka
- 1982 – Percussion Summit – udział w filmie
- 1983 – Vocal Summit – udział w filmie
- 1995 – Malowany chłopiec – muzyka
- 1985 – Urszula Dudziak – waga – bohaterka filmu
- 2000 – Ponad tęczą – muzyka
- 2001 – Eden – wykonanie muzyki (wokaliza)
- 2002 – Zielona karta – muzyka, wykonanie piosenek
- 2005 – Panna młoda – muzyka
- 2007 – Wiersz na Manhattanie – bohaterka filmu
- 2007 – Niania jako ona sama
- 2008 – Urszula Dudziak: Życie jest piękne  – film dokumentalny o niej samej
- 2010 – Stacja jako ona sama
- 2020 – Jak zostać gwiazdą? jako ona sama

## Publikacje książkowe
| Rok  | Tytuł                  | Wydawnictwo | Data wydania         | ISBN                   | Źr.     |
| ---- | ---------------------- | ----------- | -------------------- | ---------------------- | ------- |
| 2012 | Wyśpiewam Wam wszystko | Kayax       | 12 czerwca 2012      | ISBN 978-83-927811-5-8 | [ 101 ] |
| 2018 | Wyśpiewam Wam więcej   | Agora       | 17 października 2018 | ISBN 978-83-268-2728-0 | [ 102 ] |

## Nagrody, odznaczenia i wyróżnienia
- Śpiewaczka Roku według „The New York Times” – 1976[103][104]
- Śpiewaczka Roku według „Los Angeles Times” – 1979[23]
- Honorowe Obywatelstwo miasta Zielonej Góry – 2004[105]
- Honorowe Obywatelstwo Gubina[106]
- Brązowy Medal „Zasłużony Kulturze Gloria Artis” – 2005[34][107]
- Odznaka honorowa za zasługi dla województwa lubuskiego – 2007
- Nagroda Telewizji Polonia – „Artysta bez Granic” – 2007
- Perła Honorowa Polskiej Gospodarki w kategorii kultura – 2007
- nagroda TVP Polonia na Krajowym Festiwalu Piosenki Polskiej w Opolu dla najpopularniejszego wykonawcy poza granicami Polski – 2008[14]
- Krzyż Kawalerski Orderu Odrodzenia Polski – 2009[108]
- 3. miejsce w plebiscycie „50 najlepszych wokalistek” miesięcznika „Machina” – 2010
- Nagroda UNESCO – „Artysta dla Pokoju” – 2014[104]
- Wokalistka Roku „Jazz Top 2014” według Jazz Forum – 2015
- Fryderyk w kategorii muzyka jazzowa (za całokształt twórczości) – 2017[109]
- Nagroda specjalna ZAiKS-u – 2019[110]
- ShEO Awards w kategorii Ikona kultury – 2022[111]
- Medal Uznania Fundacji Kościuszkowskiej – 2023[112]
- Złoty Medal „Zasłużony Kulturze Gloria Artis” – 2024[113][114]